# Bombycilaena erecta
Bombycilaena erecta é uma espécie de planta com flor pertencente à família Asteraceae. 
A autoridade científica da espécie é (L.) Smolj., tendo sido publicada em Bot. Mater. Gerb. Bot. Inst. Komarova Akad. Nauk S.S.S.R. 17: 450. 1955.

## Portugal
Trata-se de uma espécie presente no território português, nomeadamente em Portugal Continental.
Em termos de naturalidade é nativa da região atrás indicada.

## Protecção
Não se encontra protegida por legislação portuguesa ou da Comunidade Europeia.